# Kollase
Kollase ist ein Ortsteil der Gemeinde Göhrde im Landkreis Lüchow-Dannenberg in Niedersachsen.

## Geographie
Der Ort liegt drei Kilometer südlich von Göhrde im Staatsforst Göhrde.

## Geschichte
Der Name des Ortes leitet sich vom polnischen Begriff las (= Wald) ab. Am 1. Dezember 1910 hatte Kollase als eigenständige Gemeinde im Kreis Dannenberg 17 Einwohner. 1928/29 verlor der Ort seine Eigenständigkeit.